# Мунк, Соломон
Соломон Мунк (нем. Salomon Munk; 1803, Глогау — 1867, Париж) — франко-немецкий ориенталист, эрудит так называемой «новейшей еврейской науки» («Wissenschaft des Judentums»).

## Биография
Еврейскому языку и Талмуду Соломон Мунк учился у своего отца и у раввина Якова Иосифа Эттингера (Jacob Joseph Oettinger). С 1820 года Мунк изучал в Берлине греческий и латинский языки, а в университете слушал лекции Боппа и Гегеля. В Берлине он завязал дружественные отношения с Цунцем. В Бонне Мунк изучал арабский язык у Фрейтага и санскритский у Лассена. Пруссия в то время не принимала евреев на государственную службу, и Мунк уехал в более либеральную Францию.
Во Франции зарабатывал на жизнь частными уроками. Через десять лет получил место библиотекаря в Национальной библиотеке в отделе еврейских, халдейских, сирийских и арабских рукописей. Посвятил себя всецело изучению еврейско-арабской литературы средних веков, и главным образом Маймонидова «Moreh Nebuchim». Чтобы издать арабский оригинал Маймонида, он сличил имевшийся в библиотеке оригинал с оксфордским списком, а также изучил Аристотеля, на которого Маймонид часто ссылается. В результате были изданы три огромных тома, к выходу последнего тома в печати Мунк от усиленных трудов над рукописями потерял зрение. Текст «Moreh Nebuchim» Маймонида, снабжённый французским переводом Мунка и его примечаниями, вышел в 1856, 1861 и 1866 годах.
В связи с Дамасским делом (обвинение евреев в ритуальном убийстве; 1840) Мунк сопровождал в Дамасск Моисея Монтефиоре, и благодаря Мунку в султанском фирмане (указе) об освобождении обвиняемых слово «милость» было заменено словом «справедливость». По настоянию Мунка в Египте были устроены школы для евреев по европейскому образцу. В Каире ему удалось закупить много еврейско-арабских манускриптов для французской Национальной библиотеки.
Позже Мунк был избран секретарём Центральной консистории израильтян Франции. В 1858 году парижская Академия надписей и изящной словесности избрала его своим членом, а несколько лет спустя он в качестве профессора еврейского языка занял в Коллеж де Франс место Ренана (1864). Почти 10 лет (1857—1866) его личным секретарём был Моисей Шваб.
Умер в Париже (1867).

## Труды
Кроме издания «Moreh Nebuchim» Маймонида, Mунку принадлежит целый ряд трудов:
- «Reflexions sur le Culte des anciens Hébreux», в т. IV французского перевода Библии Кагена; «Notice sur r. Saadia Gaonа et sur une Version persane d’Isaie»;
- «Palestine, Description Géographique, Historique et Archéologique» в «L’Univers Pittoresque», 1845 (перевод на немецкий язык M. A. Levy, 1871—1872; также еврейский и русский переводы);
- «Mélanges de Philosophie Arabe et Juive», 1859 (русский перевод одной части в Сборнике статей общества распространения просвещения, вып. II, 1867, стр. 1—8 и 68—80);
- «Notice sur Abul Walid Merwan ibn Djanah et d’autres Grammariens Hébreux du X et du XI Siècle», 1850—1851;
- «Rapport, sur les Progrès des Etudes Sémitiques en France de 1840—1866», в «Recueil des Rapports» выставки 1867 г.

В 1834—1838 годах Мунк поместил ряд статей на темы библейско-еврейской и санскритской литературы в «Temps». Разъяснение финикийской надписи в Марселе и над саркофагом Эшмуназара, царя Сидонского, было сделано Мунком уже после того, как он потерял зрение. Ему принадлежит открытие арабского манускрипта Аль-Бируни с описанием Индии, написанным в первую половину XI века.
Интересно письмо Мунка к Франсуа Араго относительно одного вопроса в истории астрономии. Письмо это послужило поводом для разногласия между Био и Седийо.